# District régional de Sunshine Coast
Le district régional de Sunshine Coast en Colombie-Britannique est situé dans le sud-ouest de la province. Le siège du district régional se situe à Sechelt.

## Routes Principales
Routes principales traversant Sunshine Coast: